# Arrappahoe County
Der Arrappahoe County (oder auch Arapaho County, Arapahoe County, Arrapahoe County und Arappahoe County) war ein County des außerhalb des US-Gesetzes liegenden Jefferson-Territoriums, das vom 28. November 1859 bis zum 28. Februar 1861 bestand.

## Geschichte
Im Juli 1858 wurde Gold entlang des South Platte Rivers im Arapahoe County, Kansas-Territorium entdeckt. Diese Entdeckung löste den Pikes Peak Goldrausch aus. Viele Anwohner im Bergbaugebiet fühlten sich getrennt von den fernen territorialen Regierungen von Kansas und Nebraska, so dass sie am 24. Oktober 1859 dafür stimmten, das eigene Jefferson-Territorium zu bilden. 
In den folgenden Monaten stimmte die General Assembly des Jefferson-Territoriums 12 Counties zu organisieren: Arrappahoe County, Cheyenne County, El Paso County, Fountain County, Heele County, Jackson County, Jefferson County, Mountain County, North County, Park County, Saratoga County und St. Vrain County. 
Der Arrappahoe County wurde nach der Arapaho Nation, einem indianischen Volk, das in diesem Gebiet lebten, benannt. Denver City fungierte als Kreisstadt und territoriale Hauptstadt bis zum 12. November 1860.
Das Jefferson-Territorium erhielt niemals bundesstaatliche Unterstützung. Am 28. Februar 1861 unterzeichnete US-Präsident James Buchanan ein Gesetz, mit dem das Colorado-Territorium organisiert wurde. Am 1. November 1861 organisierte die Colorado General Assembly 17 Counties, einschließlich des Arapahoe County, für das neue Colorado-Territorium. Am 15. November 1902 teilte der Staat Colorado den Arapahoe County in drei neue Counties: die City und County of Denver, Adams County und South Arapahoe County, der kurze Zeit danach zum Arapahoe County wurde.

## Wahlen und gewählte Beamte
Der erste Beamte, der ein Amt in Arrappahoe County innehatte, war William M. Slaughte, der im Dezember 1859 durch den Gouverneur Robert W. Steele zum vorsitzenden Richter des Arrappahoe County ernannt wurde. Er hielt das Amt bis zur ersten Wahl am 2. Januar 1860.